# 罗德·希金斯
罗德里克·德韦恩·希金斯（英語：Roderick Dwayne Higgins，1960年1月31日—），美国NBA联盟前职业篮球运动员。他在1982年的NBA选秀中第2轮第31顺位被芝加哥公牛选中。他也是前夏洛特黃蜂隊控衛科瑞·希金斯的父親
一個6呎7吋前鋒大學就讀加州州立大学弗雷斯诺分校，希金斯在NBA打了13個賽季（1982-1994）曾效力芝加哥公牛隊，西雅圖超音速，聖安東尼奧馬刺隊，新澤西網隊的一員的 金州勇士隊，薩克拉門托國王隊和克里夫蘭騎士隊，在他的NBA生涯中場均得到9分和3.6個籃板，在他的職業生涯結束後，希金斯一直擔任勇士隊的助理教練直到2000年，當時他是華盛頓奇才隊的總經理助理。他重新受僱於勇士隊於2004年5月20日，在球隊的前線辦公室加盟的前隊友克里斯·穆林。
2007年5月31日，他被聘為夏洛特黃蜂隊的第二任總經理，取代了伯尼·比克斯达夫。 2011年，邱瑞克被聘為總經理後，他成為籃球隊的總裁。 2014年6月13日，希金斯卸任夏洛特黃蜂隊籃球隊主席，2018年2月20日，邱瑞克被夏洛特黃蜂開除，金斯重回夏洛特黃蜂隊籃球隊主席。